# Mistrzostwa Europy w Piłce Ręcznej Kobiet 1998
III Mistrzostwa Europy w piłce ręcznej kobiet odbyły się w dniach 11–20 grudnia 1998 roku w Holandii. W turnieju występowało 12 zespołów.
Mistrzem Europy została Mistrzem Europy została Norwegia, pokonując w finale reprezentację Danii. Brązowy medal zdobyły Węgry. MVP została wybrana Trine Haltvik.
Reprezentacja Polski zajęła 5. miejsce, do Siódemki Gwiazd na pozycję lewoskrzydłowej wybrano Sabinę Włodek.

## Faza finałowa
|  |                        |           |           |                        |    |          |          |       |
|  | Półfinały              | Półfinały | Półfinały |                        |    | Finał    | Finał    | Finał |
|  | Półfinały              | Półfinały | Półfinały |                        |    | Finał    | Finał    | Finał |
|  | 19 grudnia – Amsterdam |           |           |                        |    |          |          |       |
|  |                        |           |           |                        |    |          |          |       |
|  | Dania                  | Dania     | 25        |                        |    |          |          |       |
|  | Dania                  | Dania     | 25        | 20 grudnia – Amsterdam |    |          |          |       |
|  | Austria                | Austria   | 24        |                        |    |          |          |       |
|  | Austria                | Austria   | 24        |                        |    | Norwegia | Norwegia | 24    |
|  | 19 grudnia – Amsterdam |           |           |                        |    | Norwegia | Norwegia | 24    |
|  |                        |           | Dania     | Dania                  | 16 |          |          |       |
|  | Norwegia               | Norwegia  | Dania     | Dania                  | 16 | 28       |          |       |
|  | Norwegia               | Norwegia  |           |                        |    |          |          |       |
|  | Węgry                  | Węgry     | 14        |                        |    |          |          |       |
|  | Węgry                  | Węgry     | 14        | Mecz o 3. miejsce      |    |          |          |       |
|  |                        |           |           |                        |    |          |          |       |
|  | 20 grudnia – Amsterdam |           |           |                        |    |          |          |       |
|  |                        |           |           |                        |    |          |          |       |
|  | Węgry                  | Węgry     | 30        |                        |    |          |          |       |
|  | Węgry                  | Węgry     | 30        |                        |    |          |          |       |
|  | Austria                | Austria   | 24        |                        |    |          |          |       |
|  | Austria                | Austria   | 24        |                        |    |          |          |       |

## Nagrody indywidualne
| Najlepsza bramkarka | Najlepsza lewoskrzydłowa | Najlepsza prawoskrzydłowa | Najlepsza lewa rozgrywająca | Najlepsza środkowa rozgrywająca | Najlepsza prawa rozgrywająca | Najlepsza obrotowa | MVP           |
| ------------------- | ------------------------ | ------------------------- | --------------------------- | ------------------------------- | ---------------------------- | ------------------ | ------------- |
| Cecilie Leganger    | Sabina Włodek            | Janne Kolling             | Ausra Fridrikas             | Camilla Andersen                | Kjersti Grini                | Tonje Kjærgaard    | Trine Haltvik |

## Końcowa klasyfikacja
|     |                    |
| Lp. | Drużyna            |
|     | Norwegia           |
|     | Dania              |
|     | Węgry              |
| 4.  | Austria            |
| 5.  | Polska             |
| 6.  | Niemcy             |
| 7.  | Ukraina            |
| 8.  | Macedonia Północna |
| 9.  | Rosja              |
| 10. | Holandia           |
| 11. | Rumunia            |
| 12. | Hiszpania          |